# Juma Azbarga
Juma Azbarga (en arabe : جمعة زبارقة ; en hébreu : ג'ומעה אזברגה) est un homme politique bédouin arabe israélien né le 15 août 1956. Il siège à la Knesset depuis mars 2017 pour la Liste unifiée.
Il réside à Lakiya (en), une ville bédouine du Sud d'Israël.

## Carrière
Azbarga est placé 8e sur la liste du Balad aux élections législatives de 2003 mais n'est pas élu. Il est 5e sur la liste des élections de 2006, mais son parti n'obtient que trois sièges. En 2009, il est rétrogradé en 10e position mais son parti n'obtient que trois sièges. Quatre années plus tard, il est listé en 4e position mais son parti conserve uniquement trois sièges.
Aux élections législatives israéliennes de 2015, il est placé 14e sur la Liste unifiée, qui regroupe plusieurs partis arabes ; la coalition obtient 13 sièges et Azbarga n'est toujours pas élu. Cependant, le 21 mars 2017, Azbarga remplace le député Basel Ghattas après la démission et l'incarcération de celui-ci pour avoir aidé des terroristes palestiniens détenus dans des prisons israéliennes,.